# San Gilberto
San Gilberto är en ort i Mexiko.   Den ligger i kommunen San Fernando och delstaten Tamaulipas, i den östra delen av landet, 600 km norr om huvudstaden Mexico City. San Gilberto ligger 18 meter över havet och antalet invånare är 117.
Terrängen runt San Gilberto är mycket platt, och sluttar österut. Runt San Gilberto är det glesbefolkat, med 9 invånare per kvadratkilometer. Närmaste större samhälle är Emiliano Zapata, 4,2 km sydväst om San Gilberto. Trakten runt San Gilberto består till största delen av jordbruksmark.